# Johannes Kirchner
Johannes Ernst Kirchner (Tallinn, 25 settembre 1859 – Berlino, 27 giugno 1940) è stato un filologo classico ed epigrafista tedesco professore al  Friedrich-Wilhelm-Gymnasium di Berlino dal 1884 al 1924.

## Biografia
Kirchner trascorse la sua gioventù a San Pietroburgo, dove lavorava il padre. I suoi primi studi di filologia e storia furono all'università di Bonn sotto Dittenberger, esperto delle iscrizioni greche. Durante il suo insegnamento al Friedrich-Wilhelm-Gymnasium di Berlino scrisse le sue maggiori opere.

## Opere
Tra le sue opere principali vi sono:
- Prosopographia Attica, voll. I-II, 1901-1903
- Inscriptiones Graecae, voll. II-III, 1913  (Decreta annorum 403/2-230/29)
- Catalogi nominum, instrumenta iuris privati
- Dedicationes, pars tertia, 1935
- Imagines Inscriptionum Atticarum, 1935 (fotografie delle iscrizioni)